# Robert Carrick
Robert Carrick, född 	25 januari 1873, död 19 oktober 1957, var en brittisk-svensk idrottare och funktionär. Han anses vara en av pionjärerna inom modern idrott i Sverige. Han valdes 2009 in i Svensk fotbolls Hall of Fame.
Han föddes i England men flyttade som liten till Gävle. Han tillhörde den svenska eliten i fotboll, friidrott, gymnastik, skidor, konståkning, löpning, rodd, segling, cykel och skridsko.